# Reisserita zernyi
Reisserita zernyi is een vlinder uit de familie echte motten (Tineidae). De wetenschappelijke naam is voor het eerst geldig gepubliceerd in 1957 door Petersen.
De soort komt voor in Europa.